# Banie (żleb)
Banie – żleb w górnej części Doliny Strążyskiej w polskich Tatrach Zachodnich. Znajduje się we wschodniej odnodze tej doliny zwanej Doliną Wielkiej Równi lub Dolinką pod Banie. Opada z Wyżniej Suchej Przełęczy, zakręca łuk wokół podnóży środkowej części Długiego Giewontu i uchodzi do górnej części Wielkiej Równi.
Nazwa żlebu pochodzi od dawniej tutaj istniejących kopalni rud, które nazywano baniami. Do żlebu Banie z północnych ścian Długiego Giewontu opada kilka wklęsłych i wypukłych formacji skalnych. W kierunku od wschodu na zachód są to: depresja spod Juhaskiej Przehyby, Juhaski Filar opadający z Juhaskiej Turni, Komin Szczerbinki, środkowy filar Długiego Giewontu, Wąski Komin. Żleb Banie stanowi punkt startowy dla kilku dróg wspinaczkowych w ścianach Długiego Giewontu.